# Jorge Rodríguez (argentyński piłkarz)
Jorge Agustín „Corcho” Rodríguez (ur. 15 września 1995 w Mendozie) – argentyński piłkarz występujący na pozycji defensywnego lub środkowego pomocnika lub środkowego obrońcy, od 2024 roku zawodnik meksykańskiego Monterrey.